# Гуюань (Чжанцзякоу)
Гуюа́нь (кит. упр. 沽源, пиньинь Gūyuán, буквально: «исток реки Гу») — уезд городского округа Чжанцзякоу провинции Хэбэй (КНР).

## История
В 1914 году был создан уезд Души (独石县), подчинёный Специальному административному району Чахар (察哈尔特别区). В 1915 году уезд Души был переименован в Гуюань. В 1928 году Специальный административный район Чахар был выделен в отдельную провинцию Чахар. В середине 1930-х годов эти места были захвачены Японией, которая создала здесь марионеточное государство Мэнцзян.
В 1949 году был создан Северочахарский специальный район (察北专区), и уезд вошёл в его состав. В 1952 году провинция Чахар и Северочахарский специальный район были расформированы, и уезд перешёл в состав Специального района Чжанцзякоу (张家口专区) провинции Хэбэй. В мае 1958 года Специальный район Чжанцзякоу был расформирован, и эти земли были подчинены непосредственно администрации города Чжанцзякоу, но в мае 1961 года Специальный район Чжанцзякоу был воссоздан в прежнем формате. В декабре 1967 года Специальный район Чжанцзякоу был переименован в Округ Чжанцзякоу (张家口地区).
1 июля 1993 года город Чжанцзякоу и округ Чжанцзякоу были объединены в Городской округ Чжанцзякоу.

## Административное деление
Уезд делится на 4 посёлка, 9 волостей и 1 национальную волость.